# Мамонтовский
Ма́монтовский — посёлок в Алейском районе Алтайского края России. Входит в состав Алейского сельсовета.

## История
Посёлок основан в 1939 году.

## География
Посёлок находится в центральной части края, на высоте 204 м над уровнем моря.
Климат
переходный от резко континентального к умеренному. Средняя температура января: −17,6 °C, июля: +20 °C. Годовое количество осадков составляет 440 мм.

## Население
| 1997 | 1998 | 1999 | 2000 | 2001 | 2002 | 2003 | 2004 | 2005 |
| ---- | ---- | ---- | ---- | ---- | ---- | ---- | ---- | ---- |
| 126  | ↗130 | →130 | ↘121 | ↘117 | ↘109 | ↘95  | ↘91  | ↘83  |
| 2006 | 2007 | 2008 | 2009 | 2010 | 2011 | 2012 | 2013 |      |
| ↘80  | ↘63  | ↘59  | ↗60  | ↘53  | ↘51  | ↘35  | ↘27  |      |

национальный состав
Согласно результатам переписи 2002 года, в национальной структуре населения русские составляли 87 % от 97 жителей.

## Инфраструктура
В посёлке есть фельдшерско-акушерский пункт и клуб.
Экономика
Основное направление — сельское хозяйство.

## Транспорт
Посёлок доступен по дороге общего пользования межмуниципального значения «Алейск — Бориха» (идентификационный номер 01 ОП МЗ 01Н-0102).